# Хуан Мігель Рандо
Хуан Мігель Рандо (26 березня 1988) — іспанський плавець.
Учасник Олімпійських Ігор 2012 року.